# Oxyothespis villiersi
Oxyothespis villiersi är en bönsyrseart som beskrevs av Lucien Chopard 1950. Oxyothespis villiersi ingår i släktet Oxyothespis och familjen Mantidae. Inga underarter finns listade i Catalogue of Life.